# Хімічна диференціація
Хімічна диференціація (рос. дифференциация химическая, англ. chemical differentiation, нім. Chemiedifferentiation f) – просторове розміщення продуктів вивітрювання, які переносяться у вигляді справжніх або колоїдних розчинів залежно від їх розчинності і загальних фізико-хімічних умов середовища.